# Iochroma parvifolium
Iochroma parvifolium är en potatisväxtart som först beskrevs av Johann Jakob Roemer och Schult., och fick sitt nu gällande namn av W.G. D'arcy. Iochroma parvifolium ingår i släktet Iochroma och familjen potatisväxter. Inga underarter finns listade i Catalogue of Life.